# Daleminzier
Als Daleminzier (auch Daleminzen) werden in den Quellen des ostfränkischen Reiches vom 8. bis 10. Jahrhundert an der Elbe lebende Slawen bezeichnet. Der von ihnen bewohnte Landstrich hieß Daleminzien (auch Daleminzi oder Daleminci).

## Gau

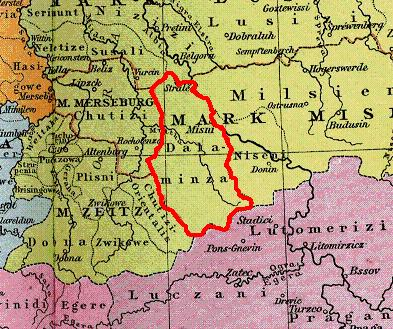
Lage des Gaus Daleminzi im HRR um 1000

Das Gau Daleminzi (pagus Daleminzi) genannte Siedlungsgebiet umfasste das Meißener Land und die Lommatzscher Pflege zwischen der Elbe und dem Raum um Döbeln und Mügeln, reichte aber auch auf die östliche Elbseite ins Großenhainer Land herüber. Nach Thietmar von Merseburg rührte der Name von den Deutschen her. Dabei wurde offensichtlich der historische Name „Dalmatien“ auf diese slawische Gruppe bzw. Region übertragen. Sie selbst nannten sich Glomaci (Glumaci) nach dem zentralen Heiligtum Glomuci, einem seit 1845 verlandeten Quellteich bei Lommatzsch bzw. Paltzschen.
In der Beschreibung des Bayerischen Geographen vom Ende des 9. Jahrhunderts werden die Daleminzier (Talaminzi) als östliche Nachbarn der (damaligen) Sorben bezeichnet, die Zahl ihrer civitates (Siedlungseinheiten, Gefilde) – wohl schon mit einer zentralen Burganlage – wird mit 14 angegeben.

## Geschichte

### Ersterwähnung 805

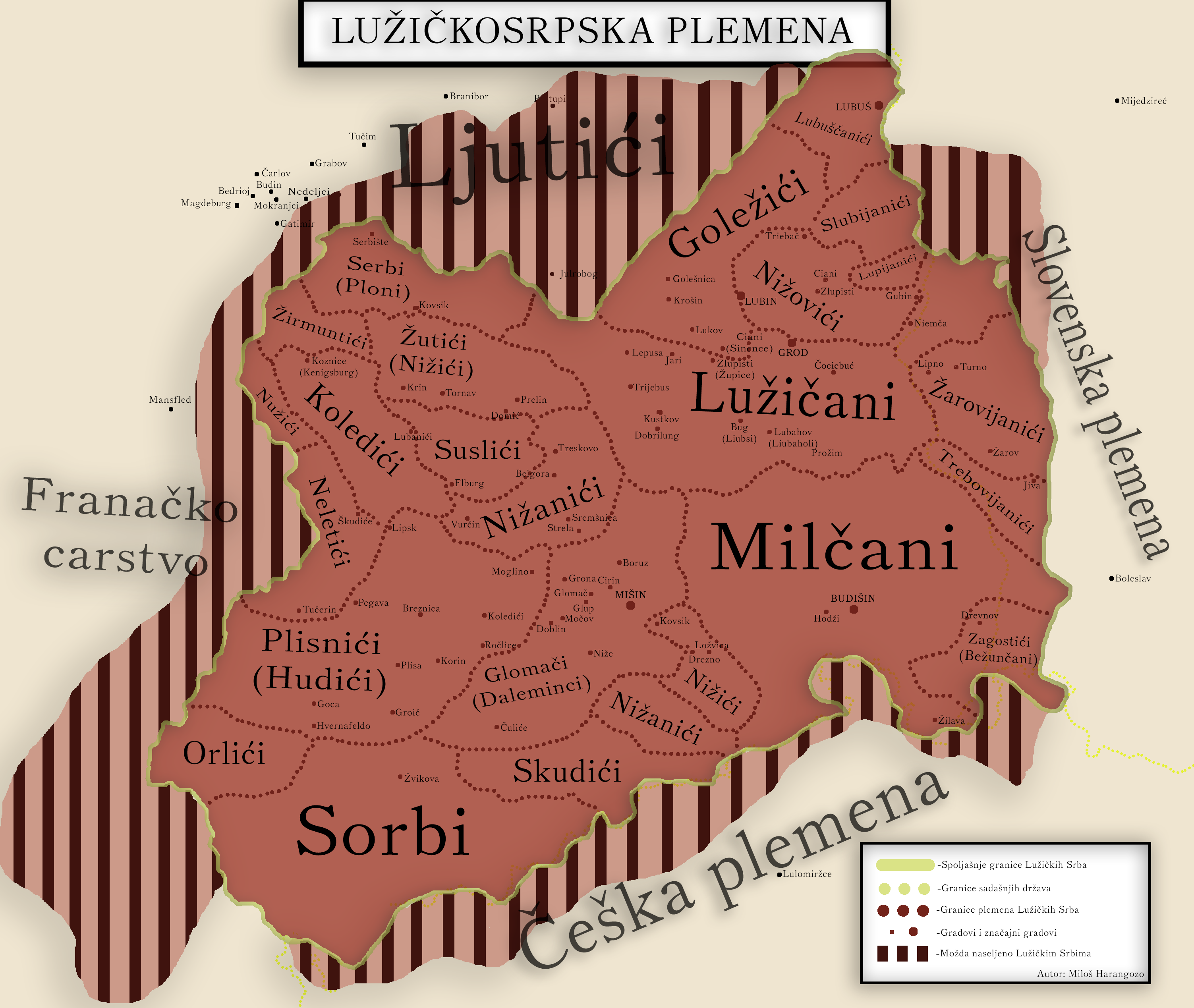
Die Daleminzier in den sorbischen Stämmen.

Erstmals werden die Daleminzier anlässlich eines Feldzuges 805 gegen die Slawen, insbesondere gegen die Böhmen, erwähnt, der von Karl dem Jüngeren, einen Sohn Karls des Großen, geführt wurde. Von den drei gegen die Böhmen geschickten Heeren zog das der Sachsen durch das Werinofeld/Warnenfeld (Hwerenofelda) in das Gebiet Demelchion, kämpfte gegen deren König Semela und besiegte diesen (Et ibi pugnaverunt contra regem eorum nomine Semela, et vicerunt eum).

### Expansion des Ostfrankenreiches
Im August 856 zog der ostfränkische König Ludwig II. mit seinem Heer zunächst durch das Land der Sorben, deren Herzöge zu ihm stießen, und überwand anschließend in einer Schlacht die Daleminzier (Dalmatas), die ihm Geiseln stellen und Tribut zahlen mussten, um von dort aus durch das Land der Böhmen zu ziehen. 880 versuchten die Daleminzier (Dalmatii) zusammen mit den Böhmen, Sorben und übrigen Nachbarn nach einer Niederlage der Sachsen durch die Normannen in Thüringen einzufallen und „suchten die den Thüringern ergebenen Slawen an der Saale mit Raub und Brand heim“. Sie konnten jedoch von Poppo, dem Herzog der Sorbischen Mark, zurückgeschlagen werden.
Nach weiteren Kriegen mit Konrad I. zog Heinrich I. um 908 gegen die Daleminzier ins Feld, die gegen ihn die Magyaren (Ungarn) zur Hilfe holten. Endgültig unterworfen und als Markgrafschaft Meißen ins Reich eingegliedert wurden die Daleminzier erst 928/29 nach der Zerstörung ihrer Hauptburg Gana, die durch archäologische Ausgrabungen bei Hof-Stauchitz an dem kleinen Fluss Jahna mit an Sicherheit grenzender Wahrscheinlichkeit lokalisiert werden konnte. Zur Sicherung des neu gewonnenen Gebietes gründete Heinrich die Burg Meißen, die vermutlich nach der Niederlage eines sächsischen Heeres gegen die Böhmer im September 936 zeitweise wieder verloren ging.
Erstmals in den 970er Jahren wird zusammen mit Daleminzien auch der Gau (pagus) Nisan erwähnt, womit der ebenfalls von Slawen besiedelte Dresdner Elbtalkessel zwischen Gauernitz und Pirna bezeichnet wurde.

### Spätmittelalter
Im 14. und 15. Jahrhundert dürfte im Raum Daleminze der Übergang zur völligen Deutschsprachigkeit eingetreten sein.